# نبيل الكوكي
نبيل الكوكي (بالفرنسية: Nabil Kouki) من مواليد 9 مارس 1970 بباجة في تونس، هو مدرب ولاعب كرة قدم تونسي في مركز الوسط. لعب مع الأولمبي الباجي والنادي الإفريقي. و درب عديد الفرق التونسية والعربية.

## وصلات خارجية
- نبيل الكوكي على موقع الاتحاد الدولي (مؤرشف)  (الإنجليزية)
- نبيل الكوكي على موقع قاعدة بيانات كرة القدم.إي يو (الإنجليزية)